# رابرت مونتگومری (بازیگر)
رابرت مونتگومری (انگلیسی: Robert Montgomery؛ زاده ۲۱ مهٔ ۱۹۰۴ – درگذشته ۲۷ سپتامبر ۱۹۸۱) هنرپیشه اهل ایالات متحده آمریکا بود. وی بین سال‌های ۱۹۲۹ تا ۱۹۶۰ میلادی فعالیت می‌کرد.

## فیلم‌شناسی
- زن مطلقه (۱۹۳۰)
- آقای جردن وارد می‌شود (۱۹۴۱)
- آقا و خانم اسمیت (۱۹۴۱)
- ساعات دلاوری (۱۹۶۰)